# Rote Wand (Villgratner Berge)
Die Rote Wand oder Rotwand (italienisch Croda Rossa) ist ein 2818 Meter hoher, sehr aussichtsreicher und viel bestiegener Hauptgipfel der Villgratner Berge. Sie befindet sich auf dem Gebirgskamm zwischen dem Antholzer Tal und Gsieser Tal in Südtirol (Italien).
Man kann die Rote Wand vom Antholzer See über die Steinzger Alm an der Nordseite, vom Staller Sattel im Osten, Gsieser Tal im Süden und über den Bergkamm vom Westen aus besteigen. 
Die meisten bevorzugen erstere und zweitere Variante, sprich vom Antholzer See oder Staller Sattel. Der Anstieg vom Antholzer See über die Steinzger Alm ist etwas anspruchsvoller, da man dort deutlich mehr Höhenmeter (ca. 1200) zurücklegt und das Gelände generell steiler ist als jenes vom Staller Sattel, wo man nur ca. 800 Meter aufsteigt.
Aufgrund Dominanz der Roten Wand hat man einen weitreichenden Blick auf die gegenüberliegende Rieserfernergruppe mit all ihren Dreitausendern, etwa dem Hochgall und Wildgall, dazu auf die Dolomiten mit Marmolada und Drei Zinnen, die umliegenden Villgratner Berge, sowie die Hohen Tauern mit Großvenediger und Großglockner und bei manchen Tagen mit guter Fernsicht sogar bis hin zu den Ortler-Alpen.
Bei der "11-Gipfel-Tour", welche am Gebirgskamm zwischen Antholz und Gsies entlang führt, ist die Rote Wand der letzte und höchste Gipfel.